# Éva Székely
Éva Székely   (Budapest, 3 d'abril de 1927 - Budapest, 29 de febrer de 2020) fou una nedadora hongaresa, especialista en braça, que va competir durant les dècades de 1940 i 1950.
El 1941, amb tan sols 14 anys, va establir el seu primer rècord nacional. Aquell mateix any va ser expulsada de l'equip perquè era jueva. Durant els següents quatre anys va ser exclosa de la competició. Va sobreviure a l'Holocaust, en part, perquè era una nedadora famosa. A finals de la Segona Guerra Mundial vivia, amb 41 persones més, en una casa de dues habitacions a Budapest. Per mantenir-se en forma cada dia pujava i baixava les escales de cinc pisos 100 vegades.
Al final de la Segona Guerra Mundial va conèixer el seu futur marit, Dezső Gyarmati, del qual més tard es va divorciar. La seva filla, Andrea Gyarmati, nascuda el 1954, també fou una destacada nedadora. Després de la Revolució Hongaresa del 1956 la família va abandonar els Estats Units, però no s'hi van quedar i van tornar a Hongria per tenir cura dels pares de Székely.
El 1948 va prendre part en els Jocs Olímpics de Londres, on disputà dues proves del programa de natació. Fou quarta en els 200 metres braça i cinquena en els 4x100 metres. Quatre anys més tard, als Jocs de Hèlsinki, tornà a disputar dues proves del programa de natació. Guanyà la medalla d'or en els 200 metres braça, mentre en els 400 metres lliures fou sisena. La tercera i darrera participació en uns Jocs fou el 1956, a Melbourne, on guanyà la medalla de plata en els 200 metres braça.
En el seu palmarès també destaca una medalla de plata en els 200 metres braça del Campionat d'Europa de natació de 1947, i tres medalles d'or a les Universíades de 1947. Durant la seva carrera va guanyar 44 títols nacionals i va establir set rècords mundials. El 1953 fou la primera nedadora en posseir el rècord del món dels 400 metres estils.
Després de retirar-se va treballar com a farmacèutica i entrenadora de natació, formant la seva pròpia filla, entre d'altres.
El 1976 fou incorporada a l'International Swimming Hall of Fame. El 2004 va ser nomenada una de les Atletes de la Nació d'Hongria i el 2011 va rebre el premi Prima Primissima. També fou incorporada al Saló de la Fama de l'Esport Jueu.